# Otago
Otago pronúnciaⓘ é uma região da Nova Zelândia situada na parte sudeste da Ilha Sul. Tem uma área de aproximadamente 32.000 km², o que a converte na segunda maior região do país. No censo de 2001, a população foi estimada em 181.542 habitantes.
O nome "Otago" procede da versão inglesa da palavra do dialeto maori Kai Tahu, "Otakou". A vila de Otakou na Península Otago foi uma base baleeira durante os primeiros anos do povoamento europeu na costa leste de Murihiku, à volta de 1840.
As maiores localidades incluem Dunedin (a principal cidade da região), Oamaru (famosa graças a Janet Frame), Balclutha,  Alexandra, e os centros turísticos de Queenstown e Wanaka. Kaitangata em South Otago possui uma importante mina de carvão. Os rios Waitaki e Clutha também geram uma importante quantidade de energia hidrelétrica.
A primeira universidade da Nova Zelândia, a Universidade de Otago foi fundada em 1869 como universidade provincial de Dunedin.    
A área de Central Otago produz vinhos de excelente qualidade, feitos com variedades como Pinot Noir, Chardonnay, Sauvignon Blanc, Merlot, e Riesling. 